# Spruogis
Spruogis ist ein litauischer männlicher Familienname.

## Weibliche Formen
- Spruogytė (ledig)
- Spruogienė (verheiratet)
- Spruogė (neutral)

## Namensträger
- Aleksandras Spruogis (* 1963), Politiker, Vizeminister
- Ernestas Spruogis (* 1975), Richter, Vizepräsident des Verwaltungsgerichts